# Jared Dillinger
Jared Ryan Dillinger (Littleton, 6 gennaio 1984) è un cestista statunitense naturalizzato filippino.

## Carriera
Con le Filippine ha disputato i Campionati asiatici del 2009.